# 铁州 (辽朝)
铁州，辽朝时设置州。
天显四年（929年）遼國遷移渤海國的铁州（今吉林省敦化市西南，一说在今吉林省辉南县境）到今遼寧省大石橋市東南34里湯池鎮，治所在湯池縣，設立建武軍節度使。金朝廢入辰州，湯池縣後來成為蓋州的治所。